# Vertébrés supérieurs et vertébrés inférieurs
Cet article court présente un sujet plus développé dans : Amniota et Anamniotes.
La classification des Vertébrés en vertébrés supérieurs et vertébrés inférieurs correspond à une idée ancienne, remontant à Démocrite, Platon et Aristote mais encore en vogue dans la première moitié du XXe siècle, selon laquelle l'arbre du vivant et plus généralement toute la nature résulterait d'une évolution du plus simple au plus complexe, la « scala naturæ ». Ces expressions sont encore employées au XXIe siècle, même dans la littérature scientifique.
Les vertébrés « supérieurs » sont les amniotes, chez qui l'embryon est protégé par un sac amniotique. Les espèces actuelles comprennent les mammifères, les tortues, les squamates (amphisbènes, lézards et serpents), les crocodiliens et les oiseaux.
Les vertébrés « inférieurs » sont les anamniotes, un taxon obsolète (paraphylétique) regroupant les agnathes (myxines et lamproies), les poissons (cartilagineux ou osseux) et les amphibiens.